# Gordon Mumma
Gordon Mumma (ur. 30 marca 1935 w Framingham w stanie Massachusetts) – amerykański kompozytor.

## Życiorys
Uczył się prywatnie kompozycji oraz gry na rogu i fortepianie. W latach 1952–1953 studiował na University of Michigan w Ann Arbor. W latach 1957–1964 działał w Space Theater M. Cohena w Ann Arbor, gdzie w 1958 roku wspólnie z Robertem Ashleyem założył Ann Arbor’s Studio for Electronic Music. Od 1960 do 1966 roku był współkierownikiem ONCE Festival i ONCE Group. Współpracował jako kompozytor i wykonawca z awangardowymi zespołami muzycznymi Merce Cunningham Dance Company (1966–1974) i Sonic Arts Union (1966–1973). W latach 1969–1970 był konsultantem Experiments in Art and Technology w Nowym Jorku, a w 1970 roku dyrektorem technicznym Intermedia Institute. Gościnnie wykładał na Brandeis University (1966–1967), State University of New York (1968) University of Illinois (1969–1970), Mills College (1981) oraz na Uniwersytecie Kalifornijskim w San Diego (1985 i 1987). W 1974 roku był wykładowcą Międzynarodowych Letnich Kursów Nowej Muzyki w Darmstadcie. W 1975 roku otrzymał posadę profesora kompozycji na Uniwersytecie Kalifornijskim w Santa Cruz.

## Twórczość
Był przedstawicielem drugiego pokolenia amerykańskiej awangardy, w swojej twórczości kontynuował tradycje szkoły nowojorskiej. Zajmował się muzyką elektroakustyczną i multimedialną, poszukując nowych możliwości brzmieniowych i wprowadzając liczne innowacje. Tworzył także muzykę multimedialną ocierającą się o elementy happeningu. Uwydatniał szczególnie spontaniczny, improwizowany charakter aranżowanych zdarzeń dźwiękowych. Kluczowym dla twórczości Mummy jest pojęcie „muzyki cybersonicznej”, odnoszące się do wzajemnego powiązania dźwięków danej kompozycji w zamkniętym układzie elektroakustycznym na etapie tworzenia.

## Wybrane kompozycje
(na podstawie materiałów źródłowych)
- Sinfonia na 12 instrumentów i taśmę (1958–1960)
- Suita na fortepian (1959)
- Gestures II na 2 fortepiany (1962)
- A Quarter of Fourpiece na 4 instrumenty (1962)
- Mographs na różne kombinacje fortepianów i pianistów (1962–1964)
- Retrospect, 6 utworów na taśmę (1962–1982)
- Megaton for William Burroughs, live electronics w systemie 10-kanałowym z udziałem wykonawców i świateł (1963)
- Music for the Venezia Space Theatre na 4-kanałową taśmę magnetyczną i live electronics (1964)
- Paesant Boy na trio fortepianowe (1964)
- Horn na róg i konsolę cybersoniczną (1965)
- The Dresden Interleaf 13 February 1945 na taśmę w systemie kwadrofonicznym (1965)
- Le Corbusier na orkiestrę, organy, taśmę, skrzypce cybersoniczne i kontrabas (1965)
- Mesa, live electronics na bandeon cybersoniczny (1966)
- Diastasis, as in Beer na 2 gitary cybersoniczne (1967)
- Hornpipe na róg cybersoniczny i róg leśny (1967)
- Beam na skrzypce, altówkę, przekształcenia cybersoniczne i konsol cyfrową (1969)
- Conspiracy 8, muzyka komputerowa z udziałem 1–8 wykonawców (1970)
- Communication in a Noisy Environment, muzyka z udziałem samochodów, maszyn i instrumentów (1970)
- Schoolwork na piłę poprzeczną, psalterium i fisharmonię (1970)
- Cybersonic Cantilevers na system elektroniczny z udziałem publiczności (1973)
- Equale-Internal Tempi na 3 rogi i 3 werble (1975)
- Stressed Space Palindromes na taśmę w systemie kwadrofonicznym (1976)
- Equale. Zero Crossings na skrzypce, flet, klarnet, saksofon, fagot, wiolonczelę i bandoneon (1976)
- Earheart: Flights, Formations and Starry Nights na tancerzy i elektronikę (1977)
- Echo-BCD na tancerzy i elektronikę (1978)
- Eleven-Note Pieces and Decimal Passacaglia na klawesyn (1978)
- Fwyyghn na 2 bandoneony, wspólnie z Pauline Oliveros (1979)
- Pontpoint na taśmę (1980)
- Octal Waltz na klawesyn przestrojony na 8-dźwiękową równomierną temperację (1980)
- Los desaparacidos na klawesyn elektryczny (1980)
- Meanwhile, a Twopiece na perkusję i taśmę (1981)
- Faisandage et galimafrée, wieloczęściowe divertimento na tria różnych instrumentów (1983)
- Epifont (Spectral Portrait in memoriam George Cacioppo) na taśmę (1984)
- Than Particle na perkusję i komputer (1985)
- Begault Meandown Sketches na taśmę (1987)
- Aleutian Displacament na orkiestrę kameralną (1987)
- Orait na tancerzy i zespół instrumentalny (1988)
- Ménages à deux na skrzypce, fortepian, wibrafon i marimbę (1990)